# Sky Void of Stars
Sky Void of Stars è il dodicesimo album in studio del gruppo musicale svedese Katatonia, pubblicato il 20 gennaio 2023 dalla Napalm Records.

## Descrizione
Al pari del precedente City Burials, l'album è stato interamente scritto e composto dal frontman Jonas Renkse. Si tratta inoltre dell'ultima pubblicazione con il chitarrista e membro fondatore Anders Nyström, che ha abbandonato il gruppo nel 2025.

## Tracce
Testi e musiche di Jonas Renkse.
1. Austerity – 3:41
2. Colossal Shade – 4:29
3. Opaline – 5:00
4. Birds – 4:08
5. Drab Moon – 3:59
6. Author – 4:17
7. Impermanence – 5:12
8. Sclera – 4:45
9. Atrium – 4:08
10. No Beacon to Illuminate Our Fall – 6:08

Traccia bonus nell'edizione limitata
1. Absconder – 4:48

## Formazione
Hanno partecipato alle registrazioni, secondo le note di copertina:
Gruppo
- Jonas Renkse – voce, arrangiamento
- Anders Nyström – chitarra, arrangiamento
- Roger Öjersson – chitarra, arrangiamento
- Niklas Sandin – basso, arrangiamento
- Daniel Moilanen – batteria, arrangiamento

Altri musicisti
- Joel Ekelöf – voce aggiuntiva (traccia 7)

Produzione
- Katatonia – produzione
- Jacob Hansen – missaggio, mastering
- Martin Paagard Wolff – registrazione e ingegneria del suono parti di batteria (Hansen Studios)
- Lawrence Mackrory – registrazione parti di basso e chitarra (Bird's Nest)
- Jonas Renkse – registrazione parti vocali (City of Glass), direzione artistica
- Anders Nyström – direzione artistica
- Roberto Bordin – illustrazione, grafica
- Linus Petterson – fotografia gruppo